# Електронска уметност
Електронска уметност се јавља у модерном периоду у виду различитих уметничких изражавања.

## Облици електронске уметности
- Видео уметност
- Кинетичка скулптоларна уметност
- Дигитална уметност
- Неонски уметнички радови
- Ласерска уметност са холографијом
- Зирокс штампарска уметност
- Различита електронска музичка деловања
- Хипертекст